# چهره پادشاه
چهره پادشاه (کره‌ای: 왕의 얼굴; لاتین‌نویسی اصلاح‌شده: Wang-ui Eolgul) یک مجموعه تلویزیونی محصول کره جنوبی سال ۲۰۱۴ با بازی سو این گوک، جو یون هی، لی سونگ جه، کیم گیو ری و شین سونگ روک است. این مجموعه از ۱۹ نوامبر ۲۰۱۴ تا ۵ فوریه ۲۰۱۵، روزهای چهارشنبه و پنجشنبه ساعت ۲۱:۵۵ (کی‌اس‌تی) از کی‌بی‌اس۲ برای ۲۳ قسمت پخش شد.

## خلاصه داستان
گوانگ‌هه یک شاهزاده نامشروع است که در دوران ناآرام پادشاهی چوسان زندگی می‌کند. او در طی ۱۶ سال تهدیدهای مرگ را تحمل می‌کند و سرانجام با پدرش پادشاه سونجو در سیاست و عشق رقیب می‌شود. گوانگ‌هه یک چهره خوان را برای کمک به خود برای رسیدن به پادشاهی استخدام می‌کند.

## بازیگران
- سو این گوک در نقش شاهزاده گوانگ‌هه
- جو یون هی در نقش کیم گا هی
- لی سونگ جه در نقش پادشاه سونجو
- کیم گیو ری در نقش بانو گی این
- شین سونگ روک در نقش کیم دو چی